# Федеральное агентство морского и речного транспорта
Федеральное агентство морского и речного транспорта (Росморречфлот) — федеральный орган исполнительной власти, осуществляющий функции по оказанию государственных услуг и управлению государственным имуществом в сфере морского (включая морские порты, за исключением морских терминалов, предназначенных для комплексного обслуживания судов рыбопромыслового флота) и речного транспорта, а также функции по оказанию государственных услуг в области обеспечения транспортной безопасности в этой сфере.
Находится в ведении Министерства транспорта Российской Федерации.

## Общая информация
Росморречфлот осуществляет полномочия компетентного органа в области морского и внутреннего водного транспорта по выполнению обязательств, вытекающих из международных договоров Российской Федерации, в части выполнения функций по оказанию государственных услуг и управлению государственным имуществом.
Деятельность Росморречфлота направлена на реализацию целей и задач, определённых посланиями Президента Российской Федерации, решениями Морской коллегии при Правительстве Российской Федерации и коллегии Министерства транспорта Российской Федерации, Транспортной стратегией Российской Федерации на период до 2030 года, ФЦП «Развитие транспортной системы Российской Федерации (2010—2020 годы)».
Приоритетными направлениями в деятельности Росморречфлота являются развитие современной и эффективной инфраструктуры морского и внутреннего водного транспорта, обеспечение доступности, объема и конкурентоспособности морского и внутреннего водного транспорта по критериям качества для грузовладельцев на уровне потребностей инновационного развития экономики страны, интеграция в мировое транспортное пространство и реализация транзитного потенциала России, повышение уровня безопасности мореплавания и судоходства.

## История
В 1931 году появился шестой общесоюзный наркомат — Народный комиссариат водного транспорта (сокр. Наркомвод), выделенный из Наркомата путей сообщения. Первым комиссаром был назначен Н. М. Янсон, член партии с 1905 года, работник ЦК ВКП(б), в прошлом моряк торгового флота — плавал кочегаром на судах, работал в портовых мастерских и на судоремонтных заводах.
27 января 1932 года утверждено Положение о Народном комиссариате водного транспорта (С. 3. СССР 1932 г. № 8, ст.ст. 43а и 43б). В 1934 году было утверждено новое Положение о Народном комиссариате водного транспорта, определявшее задачи, структуру наркомата, права уполномоченных Нарокомвода при советах народных комиссаров союзных республик.
В 1936 году при утверждении проекта Конституции СССР в ней зафиксировано восемь общесоюзных народных комиссариатов, в том числе Комиссариат водного транспорта.
1939 год — на базе Комиссариата созданы Наркомат морского транспорта (Наркомморфлот) и Наркомат речного транспорта (Наркомречфлот). В подчинении Наркомречфлота были 33 речных пароходства, 20 бассейновых управлений пути, 20 судоходных инспекций, 14 инспекций Регистра, 8 судостроительно-судоремонтных предприятий, 6 строительных контор и два научно-исследовательских института (Центральный научно-исследовательский институт речного флота и Гипроречтранс).
В новой редакции ст. 77 Конституции Союза СССР, принятой в марте 1946 года на 1-й сессии Верховного Совета II созыва, перечислялись уже не Комитеты, а общесоюзные министерства (тридцать).

## Подведомственные организации
Федеральные государственные унитарные предприятия
- ФГУП «Росморпорт»
- ФГУП «Морсвязьспутник»

Администрации морских портов
1. ФГБУ Администрация морских портов Западной Арктики
2. ФГБУ Администрация морских портов Балтийского моря
3. ФГБУ Администрация морских портов Азовского моря
4. ФГБУ Администрация морских портов Черного моря
5. ФГБУ Администрация морских портов Каспийского моря
6. ФГБУ Администрация морских портов Приморского края и Восточной Арктики
7. ФГБУ Администрация морских портов Охотского моря и Татарского пролива
8. ФГБУ Администрация морских портов Сахалина, Курил и Камчатки
Администрации бассейнов внутренних водных путей
- Администрация Волго-Донского бассейна внутренних водных путей
- Администрация Волго-Балтийского бассейна внутренних водных путей
- Администрация Беломорско-Онежского бассейна внутренних водных путей
- Администрация Северо-Двинского бассейна внутренних водных путей
- Администрация Печорского бассейна внутренних водных путей
- ФГБУ Канал имени Москвы
- Администрация Волжского бассейна внутренних водных путей
- Администрация Камского бассейна внутренних водных путей
- Администрация Азово-Донского бассейна внутренних водных путей
- ФБУ Администрация Обь-Иртышского бассейна внутренних водных путей
- Администрация Обского бассейна внутренних водных путей
- Администрация Енисейского бассейна внутренних водных путей
- Администрация Байкало-Ангарского бассейна внутренних водных путей
- Администрация Ленского бассейна внутренних водных путей
- Администрация Амурского бассейна внутренних водных путей

Учебные заведения
- Государственный университет морского и речного флота имени адмирала С. О. Макарова
- Государственный морской университет имени адмирала Ф. Ф. Ушакова
- Морской государственный университет имени адмирала Г. И. Невельского
- Волжский государственный университет водного транспорта
- Сибирский государственный университет водного транспорта
- Учебно-методический центр на морском и речном транспорте

Другие
1. ФГБУ Морспасслужба
2. ФГБУ «СКЦ Росморречфлота»
3. ФКУ «Дирекция государственного заказчика программ развития морского транспорта»
4. ФКУ «Речводпуть»
5. ФБУ «Служба морской безопасности»
6. ФГБУ Администрация Севморпути
7. ФБУ «Музей морского флота»
8. ФГБУ «Учебно-методический центр на морском и речном транспорте»
9. ФГУ по обеспечению исполнения функций Уполномоченного Российской Федерации по Сайменскому каналу
10. ФГБУ «Главный центр связи и спутниковых систем»

## Функции
Осуществляет управление госимуществом в сфере морского и речного транспорта в более, чем 50 морских торговых, рыбных и специализированных портах России на 2011 год.
Основными функциями в установленной сфере деятельности Росморречфлота на 2011 год являются:
- навигационное обеспечение плавания судов в акваториях портов, на трассах Северного морского пути и по внутренним водным путям;
- диспетчерское регулирование движения судов по внутренним путям;
- оформление удостоверений личности моряка (УЛМ) и мореходных книжек (МК);
- создание Глобальной морской системы связи;
- поисково-спасательные службы, спасение людей на море.

## Руководители Росморречфлота (с февраля 2016 г. по ноябрь 2019 г. — заместители Министра транспорта РФ — руководители Росморречфлота)
- С 18 марта 2004 по 3 сентября 2005 г. — Рукша Вячеслав Владимирович;
- С 3 сентября 2005 г. по 9 июня 2015 г. — Давыденко Александр Александрович;
- С 10 июня 2015 по февраль 2016 г. — Горелик Сергей Павлович, и. о.[10][11];
- С 8 февраля 2016 г. по 21 июня 2018 г. — Олерский Виктор Александрович[12];
- С 29 июня по 2 августа 2018 г. — Жихарева Надежда Викторовна, врио;
- С 2 августа 2018 г. по 26 ноября 2019 г. — Цветков Юрий Александрович[13][14];
- С 6 марта 2020 г. по 21 января 2021 г. — Пошивай Александр Иванович (26 ноября 2019 — 5 марта 2020, как врио)[15];
- С 21 января 2021 г. по 29 августа 2022 г. — Лаврищев Андрей Васильевич[16]
- С 29 августа 2022 г. по 29 марта 2024 г. — Джиоев Захарий Тенгизович[17][18]
- С  29 марта 2024 г. — Тарасенко Андрей Владимирович